# Soldatenspiel
Soldatenspiel, op. 430, är en polka-française av Johann Strauss den yngre. Den framfördes första gången den 5 februari 1888 i Pratern i Wien.

## Historia
I februari 1887 började Johann Strauss komponera en operett som inte följde det vanliga mönstret. Simplicius byggde på Hans Jakob Christoffel von Grimmelshausens roman Den äventyrlige Simplicissimus (1668) om det Trettioåriga kriget. Den hade premiär den 17 december 1887 på Theater an der Wien med Strauss själv som dirigent. I början av andra akten reste sig en dam på främre parketten och ropade att det luktade brandrök. Endast sex år hade gått sedan Ringtheater brunnit ned med hundratals dödsoffer. Tumult uppstod och folk trängdes för att komma till utgångarna. Några hundratal hann lämna salongen innan Strauss höjde taktpinnen och fortsatte musiken. Den kvarvarande publiken lugnade sig och föreställningen kunde slutföras. Det spekulerades i att en av barnstatisterna kommit för nära en gaslåga med en hattfjäder, men inget sådant framkom under den kommande polisutredningen. Musiknumret som Strauss valde att spela var eremitens romans (Nr 12) i akt II; "lch denke gern zurück".
På sedvanligt manér arrangerade Strauss totalt sju separata orkesterstycken från operettens musiknummer, däribland polkan Soldatenspiel som bygger på följande källor:
- Tema 1A - Akt 1 Entréekuplett (Nr 2): Melchior von Grübbens 'Astrologikuplett', "Die Jungfrau strahlt in hellem Glanze"

- Trio 2A - Akt 3 'Glockenlied' (Nr 14): Ebba, "Einst wollt ein Eh' mann wissen"

- Trio 2B - Akt 3 Kuplett (Nr 11): Simplicius och kör, "Na, sind das den Sünden"

Musikmaterialet till tema 1B återfinns inte i det publicerade klaverutdraget, vilket tyder på att det antingen var musik som aldrig användes eller att det var musik som kasserades efter den sista versionen av Simplicius. Inte förrän den 19 februari 1888 ingick Soldatenspiel i Capelle Strauss repertoar då Eduard Strauss dirigerade den vid sin årliga "Carnival Revue" i Musikverein. Men polkan hade haft sin premiär redan två veckor tidigare, den 5 februari, då militärkapellmästaren Franz Lehár senior (far till Franz Lehár) och "Storhertigens av Baden 50:e Infanteriregemente" framförde stycket i "Zweiten Kaffehaus" i nöjesparken Pratern.

## Om polkan
Speltiden är ca 4 minuter och 17 sekunder plus minus några sekunder beroende på dirigentens musikaliska tolkning.
Polkan var ett av sju verk där Strauss återanvände musik från operetten Simplicius:
- Donauweibchen, Vals, Opus 427
- Reitermarsch, Marsch, Opus 428
- Simplicius-Quadrille, Kadrilj, Opus 429
- Soldatenspiel, Polka-française, Opus 430
- Lagerlust, Polkamazurka, Opus 431
- Muthig Voran, Schnellpolka, Opus 432
- Altdeutscher Walzer, Vals, utan opusnummer

## Weblänkar
- Soldatenspiel i Naxos-utgåvan.